# 楊辟邪
楊 辟邪（よう へきじゃ、生年不詳 - 553年）は、中国の南北朝時代の仇池氐の首長。

## 経歴
武興王楊紹先の子として生まれた。父が死去すると、その後を嗣いで立った。なお辟邪は『周書』や『北史』に見える楊紹先の後継者であり、『梁書』や『南史』には楊紹先の後継者として楊智慧が見える。
545年、西魏により武興に東益州が置かれると、辟邪は東益州刺史とされた。
553年、辟邪は東益州に拠って西魏に叛き、氐族たちもこの反乱に同調したが、西魏の叱羅協と趙昶に敗れた。辟邪は武興城を棄てて逃亡し、叱羅協の追撃を受けて斬られた。氐族たちはみな西魏に屈服した。